# Raspoganče
Raspoganče (en serbe cyrillique : Распоганче) est un village de Serbie situé dans la municipalité de Sjenica, district de Zlatibor. Au recensement de 2011, il comptait 126 habitants.

## Démographie
| 1948 | 1953 | 1961 | 1971 | 1981 | 1991 | 2002 | 2011 |
| ---- | ---- | ---- | ---- | ---- | ---- | ---- | ---- |
| 249  | 272  | 274  | 214  | 170  | 154  | 132  | 126  |

|  |